# Ramal ferroviario Sáenz Peña-Villa Luro
El ramal Sáenz Peña - Villa Luro fue una línea ferroviaria ubicada en Buenos Aires. El ramal de 6,4 kilómetros conectaba la estación Sáenz Peña, del Ferrocarril Buenos Aires al Pacífico, con la estación Villa Luro del Ferrocarril Oeste de Buenos Aires. Funcionó entre 1908 y 1938.

## Descripción

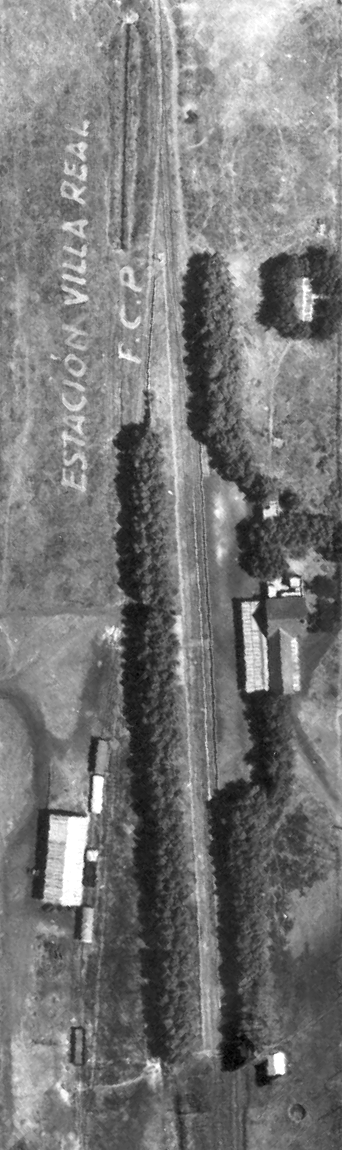
Estación Villa Real.

La empresa de capitales privados Ferrocarril Buenos Aires al Pacífico (BAP) solicitó autorización para la construcción de un ramal de conexión con el Ferrocarril Oeste. Las obras comenzaron de inmediato y la línea se libró al servicio público en 1908.
El ramal comenzaba en el empalme con la vía principal del Ferrocarril Buenos Aires al Pacífico, ubicado en lo que desde 1938 es el puente de la Avenida General Paz. Desde allí la línea giraba hacia el sudoeste bordeando la playa de cargas Alianza. La primera estación se denominó Apeadero Kilómetro 0,72. La traza proseguía en curva, pasaba por el Apeadero José Ingenieros, ingresaba a la Capital Federal y llegaba a Villa Real, única estación con personal y que dio origen al barrio homónimo.
Desde Villa Real la línea proseguía hacia el Apeadero Ingeniero Echagüe, cruzaba el arroyo Maldonado, y finalizaba en la estación Villa Luro, donde empalmaba con la vía principal del Ferrocarril Oeste.
En 1937 la Dirección de Vialidad Nacional comenzó la construcción de la avenida General Paz. Las empresas ferroviarias debían construir los cruces a distinto nivel. La empresa BAP consideró que, ante la escasa rentabilidad de la línea, la inversión no se justificaba y solicitó autorización para su clausura. Los últimos trenes circularon en 1938.
Los materiales de la línea fueron reutilizados durante la construcción del ramal a Malargüe, en la provincia de Mendoza.

#### Actualidad
Del ramal prácticamente no queda infraestructura en pie, exceptuando una vivienda ferroviaria en lo que fuera el cuadro de estación de Villa Real. Pero ciertas partes de su trazado quedaron como plazas (parte de los cuadros de estación de José Ingenieros y Villa Real, y los metros finales antes de ingresar a Villa Luro)